# Црква Светог Марка у Варни
Црква Светог Марка у Варни, насељеном месту на територији града Шапца, подигнута је 1911. године и припада Епархији шабачкој Српске православне цркве.
Црква посвећена Светом апостолу и јеванђелисти Марку, подигнута је на иницијативу тадашњег пароха Дамњана Вујковића, који је службовао у Варни у оквиру Добрићске парохије. Он је започео припреме за подизање цркве 1898. године, када је подељена имовина, после чега је неко од незадовољних парохијана пуцао на њега и он је од рањавања ослепео. Његов наследник свештеник Стеван Карановић је 1900. године купио плац за цркву, док је Дамњанов син поп Ненад наставио градњу цркве, која је довршена 1911. године и у месецу августу освешатао епископ Сергије. Одвојено од цркве саграђена је звонара са два звона.
У току Првог светског рата запаљена је од стране аустроугарских војника и однесена су јој звона. Цркву су угасили војници Тимочке дивизије другог позива. Црква је обновљена тек 1923. године када су купљена три звона и тако обновљена освештана 8. маја 1932. године. Парохијски дом је саграђен 1940. године.